# Grauburg
Die Grauburg (dänisch: Gravbod) ist eine abgegangene Niederungsburg in einem Waldgebiet am Winderatter See bei Sörup in Schleswig-Holstein.

## Hintergrund
Auf heutigen Landkarten ist die Grauburg leicht lokalisierbar. Die Straße „Zur Grauburg“ (Lage) führt zum Dorf Winderatt, von wo sie weiter als verschlängelter Weg bis Grauburg am Winderatter See führt. Zur Errichtung der Burg wurde eine sich aus einer Wiesenniederung erhebende natürliche Moränenkuppe von 150 × 250 Meter Größe ausgenutzt, die sich ungefähr 20 bis 30 Meter südlich des Winderatter Sees befindet. Die heute bewaldete Kuppe wurde durch einen künstlichen Abschnittsgraben (Lage) in zwei ungleiche Hälften geteilt. Der in Nord-Süd-Richtung verlaufende 100 Meter lange, 12 Meter breite und drei bis vier Meter tiefe Graben wird beidseits von circa 1,2 Meter höhen Wällen begleitet. Die Böschung des kleineren östlichen Teils der Moränenkuppe (Lage) ist ziemlich steil und bis zu 3 Meter hoch. Die Kante des westlichen Teils der Moränenkuppe (Lage) ist bis zu 2 Meter hoch künstlich geböscht. Ein von Südost kommender Bach fließt auf die Burganlage zu und teilt sich vor der Kuppe in einen weiter westlich verlaufenden Arm, der dort heute in der sumpfigen Niederung versickert und in einen östlichen Arm, der die Burg bogenförmig nordostwärts umfließt und in den See mündet. Die somit vom Wasser umschlossene Burg gehörte damit offenbar zum Burgtyp der Wasserburgen.
Neben den verlandeten Burggrabenresten blieb offensichtlich noch ein Steindamm erhalten, der unter der Wasseroberfläche liegt, aber zeitweise vom Seeufer noch erkennbar ist. Nach einem Bericht des Söruper Pastors Barfod von 1855 führte der Steindamm in nördliche Richtung durch den See und verband so die Grauburg mit Alt-Seegaard. Jakob Röschmann berichtete zum Steindamm: „Der sagenhafte Steindamm konnte im Januar 1960 bei der Vermessung des Burghügels auf eigenartige Weise beobachtet werden. Etwa 10 Meter ostwärts der Bacheinmündung wurden am Seeufer unter dem Wasserspiegel Steinanhäufungen von kopfgroßen und größeren Steinen beobachtet. Auf der Eisdecke des Sees hatte eine leichte Schneedecke gelegen, die nun bei Tauwetter auf der ganzen Eisfläche weggetaut war, bis auf einen drei bis vier Meter breiten, weißen Streifen, der von den Steinanhäufungen schnurgerade nordwärts über den See führte.“ Die zeitliche Einordnung des Steindamms ist jedoch bis heute nicht sicher geklärt.

## Sage vom Untergang der Grauburg und der Gründung Winderatts
In den hellen Fluten des Winderatter Sees spiegelte sich einst ein mächtiges Schloss, die Grauburg, die dem Adelsgeschlecht der Herren von Winde gehörte. Alles Land des Winderatter Gebietes gehörte ihnen. Doch der letzte Träger des stolzen Namens und dessen Frau bekamen nur Töchter, keinen Sohn, der den Namen hätte weitertragen können. Als die Frau des Herren von Winde nun plötzlich verstarb, teilte dieser verzweifelt das Land des Edelhofes in sechs gleiche Teile und gab sie seinen blühenden Töchtern als Mitgift mit, welche tüchtige Bauern heirateten und mit denen  zusammen sie sogleich das Dorf Winderatt gründeten. Das Schloß mit seinen prunkvollen Gemächern aber, mit all seinen Rittern, Knechten und Mägden, versank nach dem Tod des Vaters im Erdboden. In die zurückgebliebenen Grabenränder gruben Füchse ihre Höhlen und bezogen Quartier. – Einer Überlieferung nach soll dort noch ein unterirdischer Gang und dergleichen zu finden sein.
Die Sage vom Untergang der Grauburg birgt einen Gründungsmythos hinsichtlich Winderatts, der vergleichbar mit dem des Ritters Fleno in Flensburg ist. Zudem hat die Sage leichte Ähnlichkeit mit der Flensburger Sage der Eddeboe, wie auch der Sage vom Duburgareal.